# Ginseng Strip 2002
«Ginseng Strip 2002» (с англ. — «Женьшеневая полоска 2002») — песня шведского рэпера Yung Lean из его мини-альбома Lavender, выпущенная 16 августа 2013 года. Песню спродюсировал Yung Gud. Музыкальное видео на эту песню стало вирусным в 2013 году, что привело к росту славы Yung Lean. Позднее песня вновь обрела популярность в 2022 году благодаря приложению для обмена видеороликами TikTok.

## Критика
Песня вызвала разногласия как среди критиков, так и среди поклонников. Джона Бромвич из Pitchfork написал негативный отзыв о треке Yung Lean и музыкальном видео: «Его стихи нескладны, движения неуклюжи; он похож на одержимого рэпом неудачника из летнего лагеря, который плохо фристайлит и не беспокоится о том, что о нём думают».
Consequence of Sound поместил «Ginseng Strip 2002» на 44 место в их «Топ-50 песен 2013 года».
Общая реакция на песню стала более благоприятной после того, как она вновь стала известной в 2022 году.

## Чарты
| Чарт (2022)                           | Высшая позиция |
| ------------------------------------- | -------------- |
| Canada (Canadian Hot 100)             | 55             |
| Global 200 (Billboard)                | 47             |
| Sweden Heatseeker (Sverigetopplistan) | 4              |